# Iosu Goñi Leoz
Iosu Goñi Leoz, né le 4 janvier 1990 à Pampelune, est un handballeur international espagnol évoluant au poste d'arrière gauche ou demi-centre au Chambéry Savoie Mont Blanc Handball. Avec l'Espagne, il est double champion d'Europe en 2018 et 2020.

## Biographie
Iosu Goñi a commencé sa carrière professionnelle au CB Ademar León à partir de 2009. En 2013, il est contraint de quitter le club de León en raison de ses problèmes économiques et est prêté pour la fin de la saison dans le club qatarien d'Al-Qiyada SC.
À l'intersaison, laissé libre par l'Ademar León, endetté et désireux de diminuer sa masse salariale, il signe pour le club français du Pays d'Aix Université Club handball. Pourtant, le président s'oppose finalement à le voir partir libre avant que la fédération ibérique ne tranche en faveur du club français.
En 2014, il a fait ses débuts  en équipe nationale d'Espagne face à la Suisse. Il participe ainsi au Championnat du monde 2017 terminé à la 5e place puis devient champion d'Europe en 2018 et une nouvelle fois en 2020.
Capitaine d'Aix depuis 2016, il s'engage pour deux saisons avec Chambéry à compter de 2020.

## Palmarès

### En clubs
- Finaliste de la Coupe de la Ligue (1) : 2022

### En équipe nationale
- 5e place au Championnat du monde 2017
- Médaille d'or au Championnat d'Europe 2018
- 7e place au Championnat du monde 2019
- Médaille d'or au Championnat d'Europe 2020
- Médaille de bronze au Championnat du monde 2021